# Jean Louis d’Orléans-Longueville

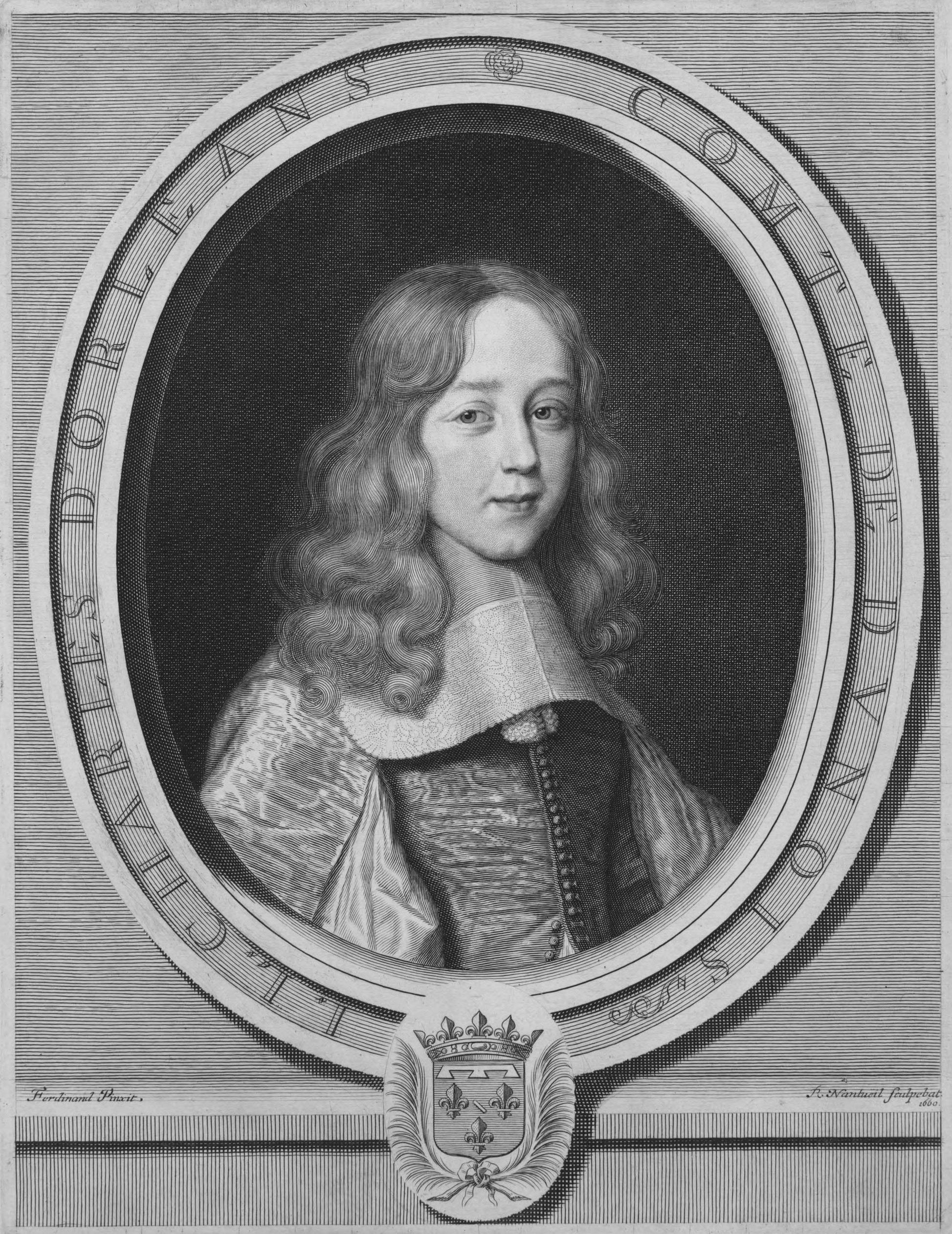
Jean Louis Charles d’Orléans, Gravur von Robert Nanteuil, 1660, nach Louis Ferdinand Elle le Vieux, Bibliothèque municipale de Lille

Jean Louis Charles d’Orléans (* 7. Januar oder 12. Januar 1646 Paris; † 4. Februar 1694 in der Abtei Saint-Georges de Boscherville) war 9. Duc de Longueville, Duc d’ Estouteville, Prince de Châtelaillon, d’Orange et de Valangin, Comte de Saint-Pol, Tancarville und Dunois, sowie souveräner  Prince de Neuchâtel und Pair von Frankreich. Er war ein Fall von dementieller Geschäftsunfähigkeit an der Spitze eines Staates.

## Leben
Jean Louis d’Orléans war der älteste Sohn von Henri II. d’Orléans (1595–1663) und Anne Geneviève de Bourbon-Condé (1619–1679), Schwester des Grand Condé und von Armand de Conti.
Bereits am 1. Dezember 1649 wurde er – parallel zu seinem Vater – als Gouverneur der Normandie eingesetzt. Nach dessen Tod im Mai 1663 übernahm Charles de Sainte-Maure, Duc de Montausier, als Lieutenant-général und Kommandant die Verwaltung der Normandie während der Minderjährigkeit von Jean Louis. 1665 war indes sein Bruder Charles Paris d’Orléans bereits als Gouverneur aktiv, dennoch wird Jean Louis offenbar noch bis zum 24. November 1666 so bezeichnet.
Im Mai 1663 war er seinem Vater auch als Herzog, Fürst und Graf gefolgt. 1668 verfasste er eigenhändig ein Testament, durch das er seinen Bruder Charles Paris und dessen zukünftige Kinder zu seinen Universalerben einsetzte; hilfsweise sollte seine Mutter seinen Nachlass den Conti, seinen Vettern mütterlicherseits, übergeben: Louis-Armand I. (1661–1685) und François Louis (1664–1709). Danach gab er seine Titel und seinen Besitz (bis auf kleine Reste) zugunsten seines Bruders Charles Paris auf. 1669 wurde er zum Priester geweiht (er gehörte der Societas Jesu an) und wurde seitdem als Abbé d’Orléans bezeichnet.
Während einer Reise nach Italien zeigte seine geistige Gesundheit spürbare Anzeichen einer Beeinträchtigung; diese kulminierten 1690 darin, dass er seinen letzten Besitz seinem Bruder schenkte, der seit achtzehn Jahren tot war. Sechs Monate später erhielten seine Verwandten die Anerkennung seines Wahnsinns und ließen ihn durch ein Lettre de cachet in ein Kloster einsperren, in dem er 1694 starb.
Dennoch wurde er 1672, nach dem Tod seines Bruders (in Ermangelung einer männlichen Alternative) erneut zum Fürsten von Neuenburg etc. ernannt, und übernahm ein zweites Mal das Amt des Gouverneurs der Normandie. Jean Louis überließ die Regentschaft und die Macht zuerst seiner Mutter, die 1679 starb, dann seiner Schwester Marie de Nemours († 1707) und schließlich dem Grand Condé. Nach dessen Tod 1686 kam es zu einer Nachfolgekrise, die erst am 10. Januar 1696 mit der Proklamation von Marie de Nemours als Fürstin von Neuenburg abgeschlossen war (sie hatte bereits die Grafschaften Saint-Pol, Tancarville und Dunois sowie das Herzogtum Estouteville geerbt). Das Amt des Gouverneurs der Normandie hatte am 3. Mai 1691 François-Henri de Montmorency-Luxembourg übernommen.
Nach dem Tod Maries de Nemours’ gelangten Neuenburg und Valangin durch Beschluss der Stände an die Krone Preussen.